# 诺伊基希 (巴登-符腾堡州)
诺伊基希（德語：Neukirch，發音：[ˈnɔʏkɪʁç]）是德国巴登-符腾堡州蒂宾根行政区博登湖县的市镇，面积26.59平方千米，2023年12月31日人口为2,742人。